# Lekneno
Lekneno je naseljeno mjesto u Republici Hrvatskoj u Zagrebačkoj županiji. Nalazi se u Turopolju, a administrativno je u sastavu grada Velike Gorice. Proteže se na površini od 3,12 četvornih kilometara. Prema popisu stanovništva iz 2011. godine naselje ima 383 stanovnika koji su raspoređeni u 104 kućanstva. Gustoća naseljenosti iznosi 123 stanovnika po km².  

## Stanovništvo
| broj stanovnika | 156   | 165   | 167   | 172   | 199   | 234   | 189   | 217   | 236   | 229   | 224   | 201   | 213   | 197   | 373   | 383   | 350   |
|                 | 1857. | 1869. | 1880. | 1890. | 1900. | 1910. | 1921. | 1931. | 1948. | 1953. | 1961. | 1971. | 1981. | 1991. | 2001. | 2011. | 2021. |